# Cảnh sát Cách mạng Quốc gia
Cảnh sát Cách mạng Quốc gia (tiếng Tây Ban Nha: Policía Nacional Revolucionaria, PNR) là cơ quan thực thi pháp luật nằm dưới sự quản lý của Bộ Nội vụ Cuba. Điều 65 của Hiến pháp Cuba nêu rõ "bảo vệ quê hương xã hội chủ nghĩa là vinh dự lớn nhất và nghĩa vụ cao quý nhất của mỗi người dân Cuba". Việc nhập ngũ vào quân đội hoặc cảnh sát quốc gia là bắt buộc đối với những người trên 16 tuổi. Tuy vậy, lính nghĩa vụ không có quyền lựa chọn nghĩa vụ nào mà họ được phân công.
Tỷ lệ tội phạm ở Cuba vẫn thấp hơn đáng kể so với nhiều quốc gia lớn khác trên toàn thế giới, cảnh sát Cuba hành động mạnh mẽ chống lại mọi tội phạm, đặc biệt là ở Havana. Fidel Castro nhận xét năm 1998 rằng “cuộc chiến chống tội phạm cũng là cuộc chiến chống kẻ thù đế quốc". Thông tin về thống kê tội phạm giết người và hiếp dâm trong nước chưa bao giờ được chính phủ công bố, nhưng tội trộm cắp được ước tính là 6.531 vụ vào năm 1988, hay 62 vụ trên 100.000 dân.

## Nhà tù ở Cuba
Hệ thống hình sự Cuba có 19.000 tù nhân vào năm 1990, xấp xỉ 190 người trên 100.000. Một vấn đề lớn được tìm thấy trong tất cả các nguồn tài liệu khác nhau nói về các nhà tù ở Cuba là phần vệ sinh trong nhà tù. Những cơ sở này gặp khó khăn trong việc giữ vệ sinh vì nước sinh hoạt ở Cuba rất hạn chế. Điều này làm cho số lượng nhà vệ sinh và vòi hoa sen bị hạn chế hơn nữa. Các tù nhân được phát một chiếc khăn tắm, hai thanh xà phòng và một tuýp kem đánh răng mà họ phải tự làm cho đến hết một tháng thì sẽ có một bộ mới để sử dụng.
Danh sách nhà tù nổi tiếng ở Cuba:
- Nhà tù nam Combinado del Este
- Nhà tù phía Tây dành cho nữ
- Nhà tù Canaleta
- Villa Marista

## Cơ quan quản lý PNR
Giống như nhiều quốc gia, PNR nằm dưới sự kiểm soát của Bộ Nội vụ, sau đó Bộ Nội vụ sẽ báo cáo lên Hội đồng Nhà nước. Bộ Nội vụ được chia thành ba ban: An ninh, Hoạt động Kỹ thuật và Trật tự Nội bộ và Phòng chống Tội phạm. Sau này được chia lại thành trừng giới, phòng cháy chữa cháy và trị an. PNR báo cáo cho tiểu ban này và chịu trách nhiệm thống nhất công tác trị an, điều tra tội phạm, phòng ngừa tội phạm, tội phạm vị thành niên và kiểm soát giao thông. PNR tiến hành các hoạt động này trên khắp 14 tỉnh của Cuba, mỗi tỉnh đều có cảnh sát trưởng riêng báo cáo với Bộ chỉ huy PNR trung ương ở Havana.
Trong khi Bộ Trật tự và Phòng chống Tội phạm Nội bộ kiểm soát PNR, cơ quan chịu trách nhiệm điều hành chính sách hàng ngày, thì Ban An ninh của Bộ Nội vụ chịu trách nhiệm về những hành vi phạm tội như gián điệp, phá hoại và xâm phạm an ninh nhà nước. Tất cả các đơn vị này của Bộ Nội vụ và PNR đã liên kết chặt chẽ với Lực lượng Vũ trang Cách mạng Cuba từ năm 1959, do đó cảnh sát sử dụng mô hình quân hàm mà Cảnh sát Nga từng áp dụng.
Ngoài ra, PNR còn nhận được sự hỗ trợ từ Ủy ban Bảo vệ Cách mạng (CDR), một tổ chức cảnh sát phụ trợ tình báo sử dụng la guardia, lực lượng canh gác khu phố hàng đêm. CDR còn giải quyết các vấn đề liên quan đến bảo tồn nước và năng lượng, tiêm chủng cho vật nuôi và sức khỏe cộng đồng.

## Trang bị cảnh sát
PNR có nhiều loại xe cảnh sát, phổ biến nhất là Lada 2107 do Liên Xô sản xuất và Geely CK do Trung Quốc sản xuất, loại xe sau được giới thiệu vào năm 2009 để thay thế những chiếc xe cũ của Liên Xô. Hyundai và Lada Vesta mới đều được đưa vào sử dụng trong những năm gần đây. Ngoài ra còn có một số mẫu xe cruiser Peugeot và Citroen do Pháp sản xuất, được giới thiệu vào cuối những năm 1990 và đầu những năm 2000, nhưng số lượng này vẫn bị áp đảo rất nhiều so với những chiếc Lada 2107 vốn phổ biến khắp Cuba. Họ đã sử dụng thông tin liên lạc vô tuyến cũng như hệ thống điều phối máy tính từ những năm 1990, nhờ vào việc tăng cường đầu tư vào PNR để đối phó với tội phạm gia tăng trong cuộc khủng hoảng kinh tế sau khi Liên Xô sụp đổ. Sĩ quan PNR được trang bị một khẩu súng ngắn bán tự động (thường là Makarov PM hoặc CZ-75) và dùi cui, rồi "có thể sử dụng vũ lực cần thiết để bắt giữ những kẻ tình nghi và bảo vệ người của mình hoặc bất kỳ công dân nào khác". Họ không được cấp bất kỳ loại vũ khí nào khác.

## Lệnh trừng phạt của Mỹ
Ngày 30 tháng 7 năm 2021, PNR (với tư cách là một thực thể), Giám đốc Oscar Callejas Valcarce, và Phó Giám đốc Eddy Sierra Arias, đã được Bộ Ngân khố Mỹ bổ sung vào danh sách Công dân được Chỉ định Đặc biệt (SDN) vì "đàn áp bạo lực người biểu tình ở Cuba" trong các cuộc biểu tình tháng Bảy.